# Muhàmmad Ubaidullah I
Sayyid Muhàmmad Ubaidullah I Khan, fou kan de Bukharà (1702-1705), fill petit i successor de Subhan Kuli Khan.
A la mort de Sabhan Kuli Khan els notables de Bukharà van decidir proclamar al seu fill petit Muhammad Ubaidullah Sultan, contra el costum de nomenar al kan de Balkh, Mekim, que en aquest cas era el net de Sabhan Kuli i fill del fill gran d'aquest, Iskandar Sultan. Mekim va tardar cinc mesos a escriure la preceptiva carta de dol (que imposava l'etiqueta a Bukharà) que va anar seguida poc després d'un altra carta en la qual Ubaidullah I era tractat com el seu igual i no com el seu superior. Els ambaixadors de Balkh van quedar sis mesos aturats a Bukharà, mentre preparava un exèrcit; els va deixar marxar quan aquest exèrcit ja havia arribat a Karshi en direcció a Balkh. Mekim va negociar el suport de Mahmud Jan Atalik de Badakhxan i Ubaidullah va fer el mateix i els ambaixadors dels dos sobirans van arribar gairebé junts a Kunduz. Atalik considerava a Mekim con el seu fill adoptiu, i li va donar suport; es va dirigir a Balkh on fou rebut amb joia. Ubaidullah llavors es va retirar però no va renunciar a la seva hostilitat.
El 1703 va enviar una banda de saquejadors de la tribu Kunkurat que va atacar Khan Abad; Mahmud Jan Atalik es va dirigir contra la banda i els va fer fugir però el seu germà Abd Allah va caure en mans del grup que el va assassinar. Mahmud va demanar permís per posar fi a les depredacions d'aquest tribu turbulenta que feia anys operava a la regió de l'Oxus, i li fou concedit; llavors en tres dies va arribar a Khubadiyan, ocupada per la trubu Durman, aliada dels kunkurats; els va sotmetre i va ocupar la seva fortalesa on va deixar una guarnició; llavors va avançar contra els kunkurats que van fugir; perseguits, molts d'ells foren morts però altres van poder escapar a les muntanyes; Atalik va confiscar totes les seves propietats però va alliberar a les dones i nens; als homes els va perseguir fins a Tenki Divan i Bendi Harem, i va convertir la fortalesa de Kakai en el seu quarter per a la campanya; va recórrer el país en totes direccions i gairebé va exterminar a la tribu; després va retornar a Balkh.
El mateix any el kan Ubaidullah I va enviar al seu atalik Rahim i al seu diwanbegi Massum contra Utkan, governador d'Hissar, que estava revoltat contra el kan de Bukharà. Pel camí van decidir una aliança amb Mekim al que van proposar una entrevista a una illa de l'Oxus anomenada Orta Erel, però Mekim, desconfiat, va decidir atacar a les forces del kan quan estarien atacant Hissar; aquest consell fou adoptat i Mahmud Atalik aliat a les forces d'Utkan, va infligir una greu derrota als bukharians a les portes d'Hissar i molt pocs van poder retornar a Bukharà.
Poc després Mahmud Jan Atalik es va posar malalt a Kunduz, la seva capital. La notícia de la seva malaltia va mobilitzar a les bandes de saquejadors que romanien inactives i aviat els districte d'Ishikmish i Talikan van ser objecte de depredacions; però Mahmud es va recuperar i no va tardar a restaurar l'orde.
Utkan fou derrotat el 1704 i Ubaidullah va recuperar Hissar momentàniament, pero el 1705 Mahmud Jan Atalik recuperava la població i fortalesa, on va nomenar governador a Kush Begi, sota autoritat de Mekim Sultan. El Tarikh-i Mekim Khani acaba en aquest punt i en endavant la història de Bukharà entra en l'obscuritat.
No se sap del cert quan va morir Ubaidullah. Izzetullah, que l'esmenta com Abdullah, diu que va regnar 14 anys (1702-1716); Frazer assegura que va regnar dotze anys (1702-1714), però les dues dades haurien de ser errònies, ja que es coneix una moneda del seu successor datada el 1711. Moltes fonts apunten que va morir el 1705 o no gaire lluny d'aquesta data. Vambery diu que segons la tradició es va enfrontar amb el seu atalik Rahim, que el va matar. El va succeir Abu l-Faiz Muhammad Khan, probablement el seu germà. Zernof opina que Ubaidullah i Abu l-Faiz eren la mateixa persona però aquesta posició té molt pocs defensors.